# Conostigmus singularius
Conostigmus singularius är en stekelart som beskrevs av Alekseev 1983. Conostigmus singularius ingår i släktet Conostigmus och familjen trefåresteklar. Inga underarter finns listade i Catalogue of Life.